# سالان قوچ
سالان قوچ، روستایی است زیبا و خوش آب و هوا از توابع بخش مرکزی شهرستان قوچان در استان خراسان رضوی ایران. این روستا در ۲۰ کیلومتری شهر قوچان واقع شده و به سبب باغات آباد و فراوان معروف است. محصول اصلی این روستا کشمش، گندم، جو و عدس است.

## جمعیت
این روستا در دهستان شیرین دره قرار داشته و براساس سرشماری سال۱۳۹۰جمعیت آن ۲۰۰نفر (۶۰خانوار) بوده‌است.